# Gli Orazi e i Curiazi (Cimarosa)
Gli Orazi e i Curiazi (Los Horacios y los Curiacios en español) es una ópera en tres actos con música de Domenico Cimarosa y libreto en italiano de Antonio Simeone Sografi, basado en la tragedia de Pierre Corneille Horacio. Se estrenó en el teatro La Fenice de Venecia el 26 de diciembre de 1796. El estreno tuvo tan poco éxito que Cimarosa, disgustado, decidió abandonar la ciudad inmediatamente. La siguiente representación tuvo gran éxito, como ocurriría veinte años después con El barbero de Sevilla de Gioachino Rossini y la segunda tuvo aún más éxito. Al menos hubo 49 representaciones a lo largo de la temporada y la ópera más adelante se representó en los principales teatros europeos — incluyendo Teatro La Scala en Milán y la corte imperial de Napoleón en París.

## Personajes
| Personaje                                                | Tesitura               | Reparto del estreno, 26 de diciembre de 1796 (Puesta en escena: Antonio Mauro) |
| -------------------------------------------------------- | ---------------------- | ------------------------------------------------------------------------------ |
| Publio Orazio                                            | tenor                  | Giuseppe Desirò                                                                |
| Marco Orazio, hijo de Publio Orazio                      | tenor                  | Matteo Babini                                                                  |
| Orazia, hija de Publio Orazio                            | mezzosoprano/contralto | Giuseppina Grassini                                                            |
| Curiazio, esposo de Orazia                               | soprano castrato       | Girolamo Crescentini                                                           |
| Sabina, hermana de Curiazio y mujer de Marco Orazio      | soprano                | Carolina Maranesi                                                              |
| Licinio, amigo de los Horacios                           | soprano castrato       | Francesco Rossi                                                                |
| Il Gran sacerdote                                        | bajo                   | Filippo Fragni                                                                 |
| L'augure (El augur)                                      | bajo                   | Fantino Mori                                                                   |
| l'oracolo (El oráculo)                                   | bajo                   | Fantino Mori                                                                   |
| Tullo Ostilio, rey de Roma (normalmente no representado) | tenor                  | Odoardo Caprotti                                                               |
| Mezio Fufezio, rey de Alba (normalmente no representado) | tenor                  | Antonio Mangino                                                                |
| Coro: Senadores romanos, ciudadanos de Alba, pueblo.     |                        |                                                                                |

## Nots y referencias
- Esta obra contiene una traducción parcial derivada de «Gli Orazi e i Curiazi» de Wikipedia en inglés, publicada por sus editores bajo la Licencia de documentación libre de GNU y la Licencia Creative Commons Atribución-CompartirIgual 4.0 Internacional.

1. 1 2  Giuseppina Grassini (1773-1850): artista italiana, contralto y maestra de canto.
2. ↑  Florimo, 2.º volumen, citado en Toscano, pp. 80–81
3. ↑  De hecho, Morelli (p. 27) enumera en detalle 51 fechas para el estreno hasta el 28 de febrero de 1797, pero dos de ellas (27 y 28 de febrero) se muestran dos veces.
4. ↑  Morelli, passim; Del Teatro; Toscano, p. 80